# Karlovice (Morávia-Silésia)
Karlovice é uma comuna checa localizada na região de Morávia-Silésia, distrito de Bruntál‎.